# Hands Up! (アルバム)
『Hands Up!』（ハンズアップ）は、女性6人組音楽ユニットDreamの1枚目のアルバム。レーベルはrhythm zone。2010年11月24日発売。

## 概要
- 【CD＋DVD】【CD Only】【CD＋DVD（TRINITY Zill O'll Zero Edition）】の3形態[2]でリリース。
- 2010年8月にシングル「My Way〜ULala〜」でメジャー再デビューし、メジャー復帰第1弾のアルバムとなる[3]。ツアーファイルをもってKana（橘佳奈）が脱退したことにより[3]、LDH移籍後6人体制[4]初のアルバムであり、かつ最後のアルバムとなった。
- 同アルバムには、新曲5曲が収録され、DVDにはシングル4曲のミュージックビデオが収録。
- 「CD＋DVD」の初回プレス盤DVDにはライブ「Dream Live Tour 2010 〜Road to dream〜」の映像を収録[2]。
- ライブDVD収録（CD未収録）の「I WISH U ～笑顔のループ～」は「EXILE Presents VOCAL BATTLE AUDITON 3〜For Girls〜」の課題曲として選ばれている。

## 収録曲

### 【CD＋DVD】

#### CD
1. Promise
作詞：nami、作曲・編曲：Satoshi Nakayama
プレイステーション3用アクションRPG 「TRINITY Zill O’ll Zero」 イメージソング
2. Hands Up!
作詞：Kenn Kato、作曲：Niclas Lundin、Maria Marcus、編曲：平田祥一郎
3. Ev'rybody Alright!
作詞：渡辺なつみ、作曲・編曲：Yosuke Ninbari、アディショナルアレンジ：ArmySlick
2ndシングル
4. GLORY
作詞：EMI K.Lynn、作曲・編曲：渡辺徹
2ndシングルカップリング
5. CHANGE
作詞：渡辺なつみ、作曲：佐伯高志、編曲：川端良征
プレイステーション3用アクション RPG「TRINITY Zill O’ll Zero」 エンディングテーマ
6. Breakout
作詞：下地悠、作曲：渡辺未来、編曲：YU
インディーズ2ndシングル
7. Perfect Girls
作詞・作曲：Tatta Works、編曲：UTA
インディーズ1stシングル
8. NAKED 
作詞：EMI K.Lynn、作曲：Thomas G:son、編曲：ArmySlick
9. To The Top
作詞：STY、Dream、作曲・編曲：STY
インディーズ1stシングル
10. Dear my friend 
作詞：板橋カナオ、作曲・編曲：浅田将明
11. Get my way -Dance Ver. w/o Bridge- ／ AILI thanx to Dream
作詞・作曲・編曲：AILI
1stシングルカップリング
12. ヒマワリ
作詞：Jam-9、作曲：Jam-9、ArmySlick、編曲：h-wonder
1stシングルカップリング
13. I Believe
作詞：下地悠、作曲：Natsumi、編曲：ArmySlick
インディーズ2ndシングルカップリング
14. My Way〜ULala〜
作詞：稀月真皓、作曲：渡辺未来、編曲：YU
1stシングル

#### DVD
[Video Clip]
1. Perfect Girls
2. Breakout
3. My Way〜ULala〜
4. Ev'rybody Alright!

（初回プレス盤限定）
[LIVE from Dream Live Tour 2010 〜Road to dream〜]
1. Opening
2. Breakout
3. To The Top
4. FantAsrip
5. MC
6. Secret Party
7. DANCE（ダンスパフォーマンス）
8. Lady soldier
作詞：Kenn Kato
9. MC
10. I WISH U ～笑顔のループ～「EXILE Presents VOCAL BATTLE AUDITON 3〜For Girls〜」 2次審査ボーカル部門課題曲
作詞：Kenn Kato
11. My Way〜ULala〜
12. ヒマワリ
13. Perfect Girls
14. AILI thanx to Dream / Get my way –Dance Ver.－
15. I Believe

### 【CD Only】
1. Promise
2. Hands Up!
3. Ev'rybody Alright!
4. GLORY
5. CHANGE
6. Breakout
7. Perfect Girls
8. NAKED
9. To The Top
10. Dear my friend
11. Get my way-Dance Ver. w/o Bridge-/AILI thanx to Dream
12. ヒマワリ
13. I Believe
14. My Way～ULala～

### 【CD＋DVD（TRINITY Zill O'll Zero(R) Edition）】

#### CD
1. Promise
2. Hands Up!
3. Ev'rybody Alright!
4. CHANGE
5. Breakout
6. ヒマワリ
7. My Way〜ULala〜

#### DVD
1. Dream Hands Up！（TRINITY Zill O'll EDITION特典映像）
2. Dream document ～夢を追いかけて～